# Courtney Rumbolt
Courtney Rumbolt, född den 26 juli 1969 i London, Storbritannien, är en brittisk bobåkare.
Han tog OS-brons i herrarnas fyrmanna i samband med de olympiska bobtävlingarna 1998 i Nagano.